# Alexei Iwanowitsch Janschinow
Alexei Iwanowitsch Janschinow (russisch Алексей Иванович Яньшинов, englisch Aleksey Ivanovich Yanshinov; * 16. Märzjul. / 28. März 1871greg. in Moskau, Russisches Kaiserreich; † 4. Februar 1943 in Babuschkin, Region Moskau, Sowjetunion) war ein russischer Komponist, Violinist und Musikpädagoge.

## Leben und Werk
1888 absolvierte er die Musik- und Schauspielschule der Moskauer Philharmonischen Gesellschaft und spezialisierte sich als Schüler von Wassili Besekirski auf die Violine. 1889 ging er ins Ausland, um seine Technik bei Martin Marsick und I. Gubay zu perfektionieren. Von 1891 bis 1911 war er Mitglied des Orchesters des Bolschoi-Theaters. Von 1895 bis 1900 unterrichtete er an seiner früheren Ausbildungsstätte. Ab 1911 gab er in Moskau Kurse für Violinspiel. Von 1918 bis 1923 lebte er in Kursk. Ab 1923 war er als Pädagoge in Moskau tätig. Er verfasste eine Reihe von Lehrwerken für die Violine.
Janschinow komponierte mehrere Violinwerke im spätromantischen Stil. Die meisten seiner bekannten Kompositionen wurden in Moskau ab etwa 1900 bis in die Sowjetzeit hinein veröffentlicht.
Bis zum Anfang des 21. Jahrhunderts verschwand sein Werk fast vollständig aus der zeitgenössischen Aufführungspraxis. Einige seiner Kompositionen, wie das Stück „Spinnrad“ op. 26,3 oder das Concertino  „im russischen Stil“ a-Moll, op. 35 sind jedoch in das musikpädagogische Repertoire von Musikschulen eingegangen und werden daher immer noch gedruckt.

## Werke (Auswahl)
(Quelle: )
- Op. 15 – 3 Morceaux
  - Sérénade
  - Devant son Image
  - La Folletta
- Op. 16 – Caprice für Violine solo
- Op. 17 – Preludio
- Op. 21 – 3 Caprices
- Op. 24 – Danse espagnole
- Op. 25 – 2 Caprices für Violine solo
- Op. 26 – Stücke für die Violine
  - Chant du Soir
  - Lettre d’Amour
  - Spinnrad (La Fileuse/Прялка)[6]
- Op. 27 – Tägliche Geigenübungen
- Op. 28 – Humoresque
- Op. 35 – Concertino im russischen Stil[7]
- Op. 38 – Variationen über ein estnisches Volkslied
- Op. 39 – Variationen über Paganinis Caprice Nr. 24

Werke ohne Opuszahl
- 30 leichte Studien für die Violine (1. Lage), Band 1 (Nr. 1–15), Band 2 (Nr. 16–30)
- 6 Intonationsstudien
- Skalen und Arpeggios
- Studien in Akkorden für Violine (1. Lage)
- Technika smytschka: Rukowodstwo dlja wyrabotki schtricha (Bogentechnik. Eine Anleitung zur Entwicklung des Strichs). 1930,[8] 2. Auflage 1933.[9]